# ウィリアム・ヘムズリー (画家)
ウィリアム・ヘムズリー（William Hemsley RBA、1817年または1819年の生まれ、1906年12月24日没）は、イギリスの画家である。おもに家庭での子供たちなどを題材にした風俗画を描いて人気になった。

## 略歴
ロンドンで建築家ウィリアム・ホイットニー・ヘムズリー（William Whitfield Hemsley: 1796–1867）の息子に生まれた。ブライトンのプレパラトリー・スクールで学び、芸術に興味を持ち10代になると人物画を描いた。ロンドンに戻ると父親から建築を学び、ジョン・クレーク（John Crake; c.1811-1859）というロンドンの建築家の事務所で製図工として雇われたが、すぐに画家になるために建築の仕事をやめた。
様々な展覧会に出展し、オランダ絵画の風俗画のスタイルの作品を描き、作品は1839年に創刊された美術雑誌「The Art Journal」でしばしば取り上げられ批評された。
1859年に英国美術家協会（1887年に英国王立美術家協会になる。）の会員に選ばれ、長く副会長を務めた。困窮した芸術家の援助を行う芸術家総合慈善協会（Artists' General Benevolent Institution）の世話役（steward）も務めた。
マールボロ・ストリートやチェルシーなど、ロンドンに住み、何度もフランスやオランダなどの国外に旅した。1848年から1880年の間、ロイヤル・アカデミー・オブ・アーツや英国美術家協会の展覧会に出展し、1862年のロンドン万国博覧会 や1867年のパリ万国博覧会の展覧会にも出展した。作品は版画にされて「イラストレイテド・ロンドン・ニュース」 や「イラストレイテド・ニュース・オブ・ザ・ワールド」、「The Art Journal」に掲載された。
1906年にロンドンで亡くなった。

## 作品

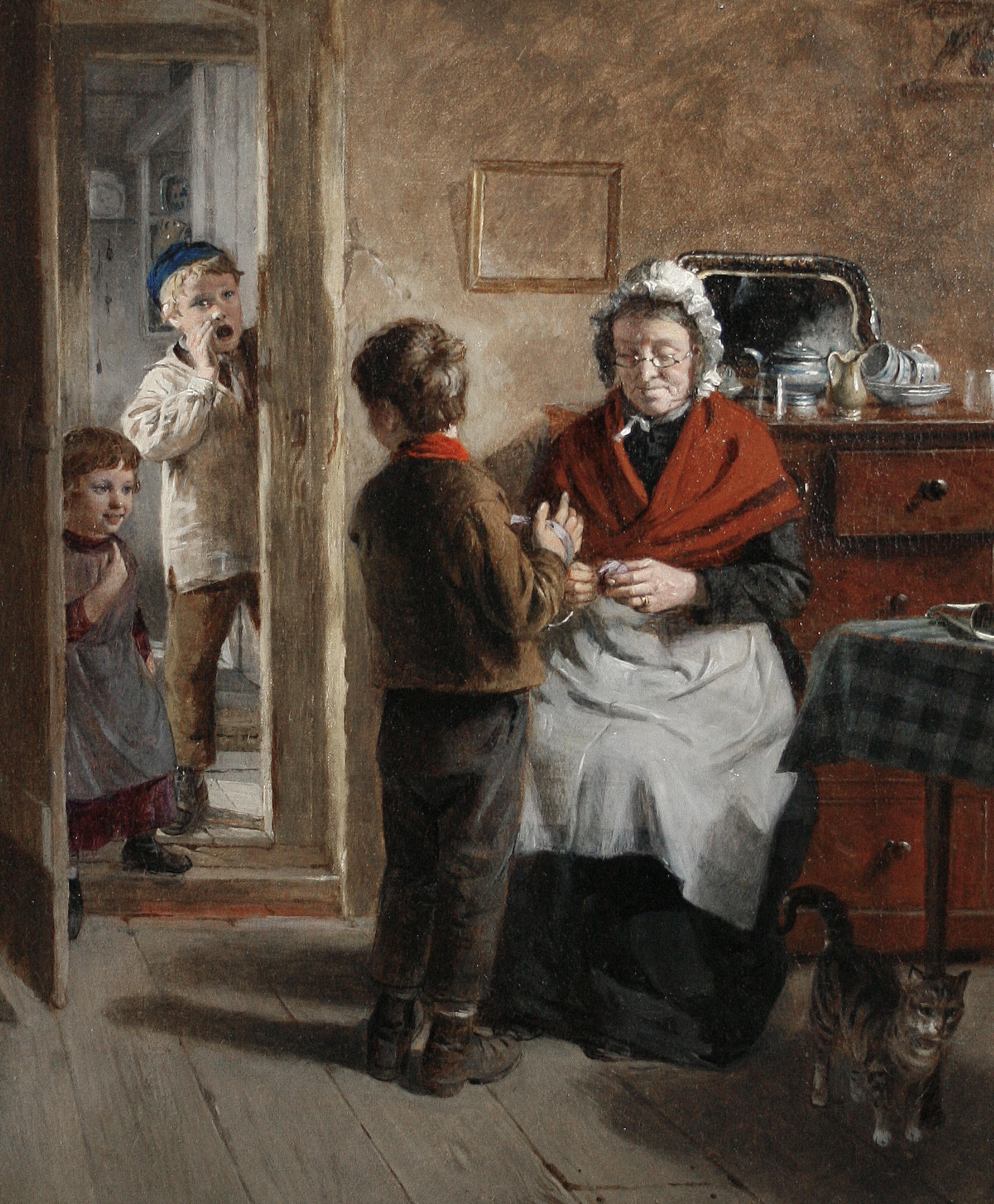
気が散っている少年
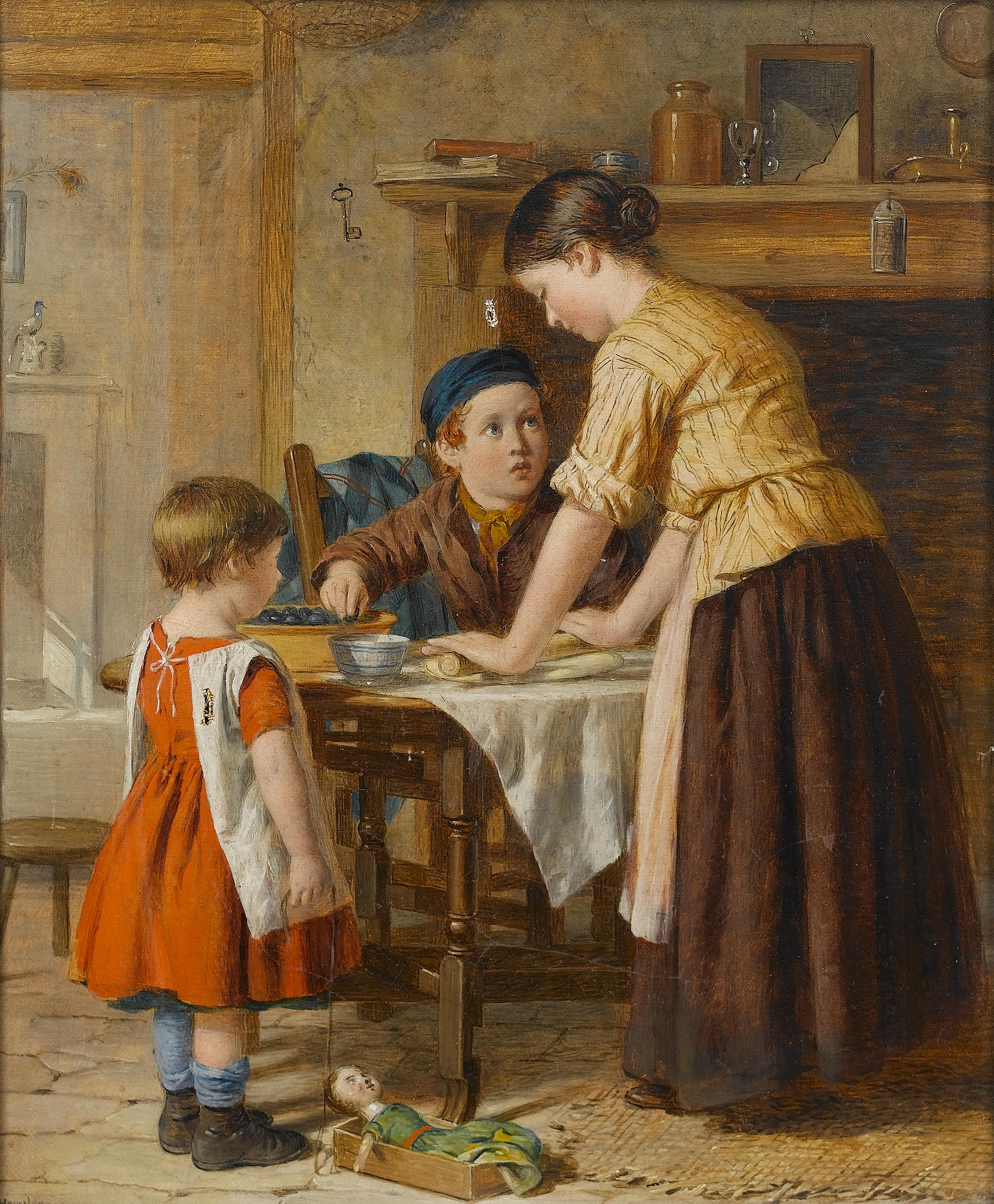
パン焼きの日
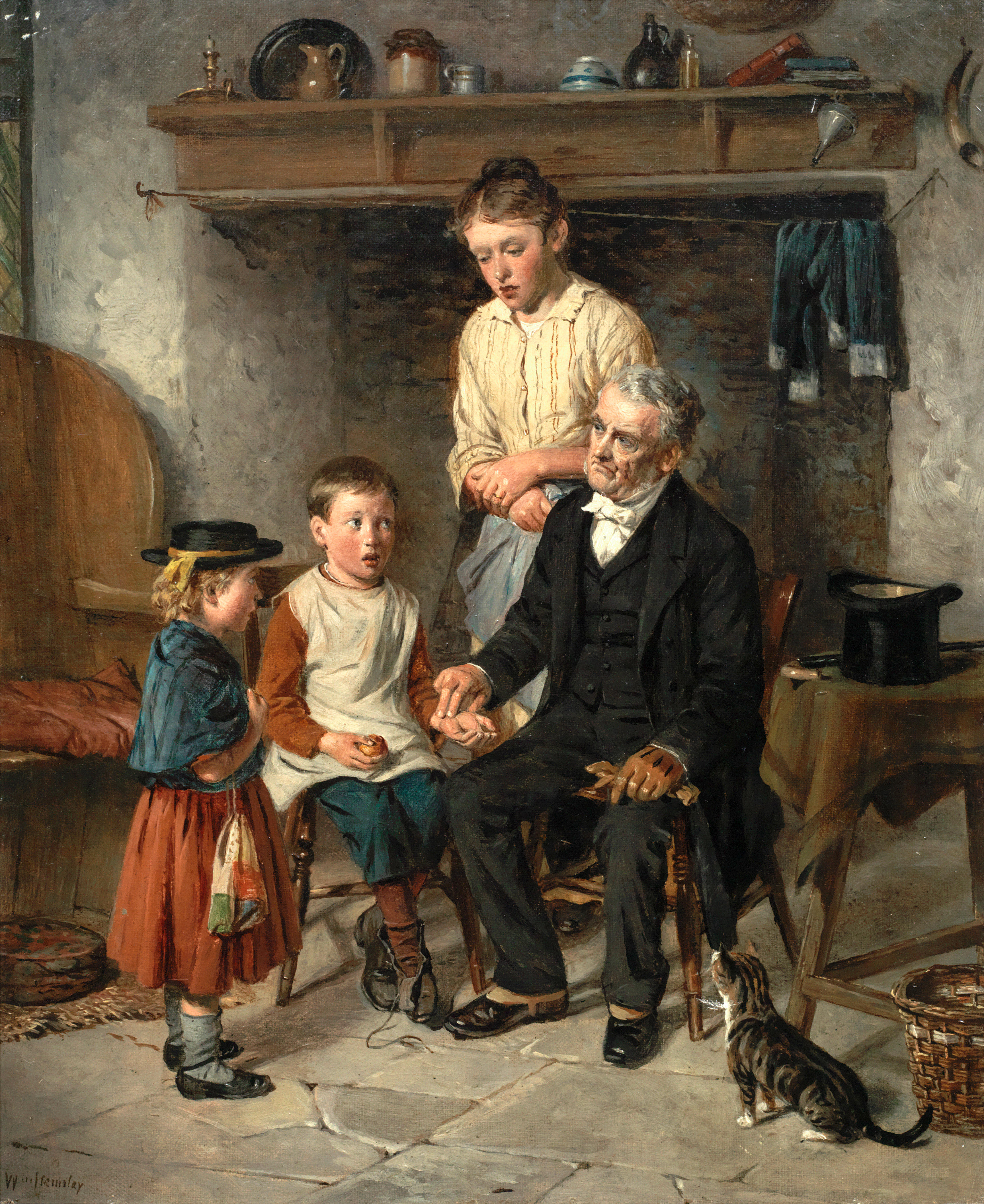
A sham
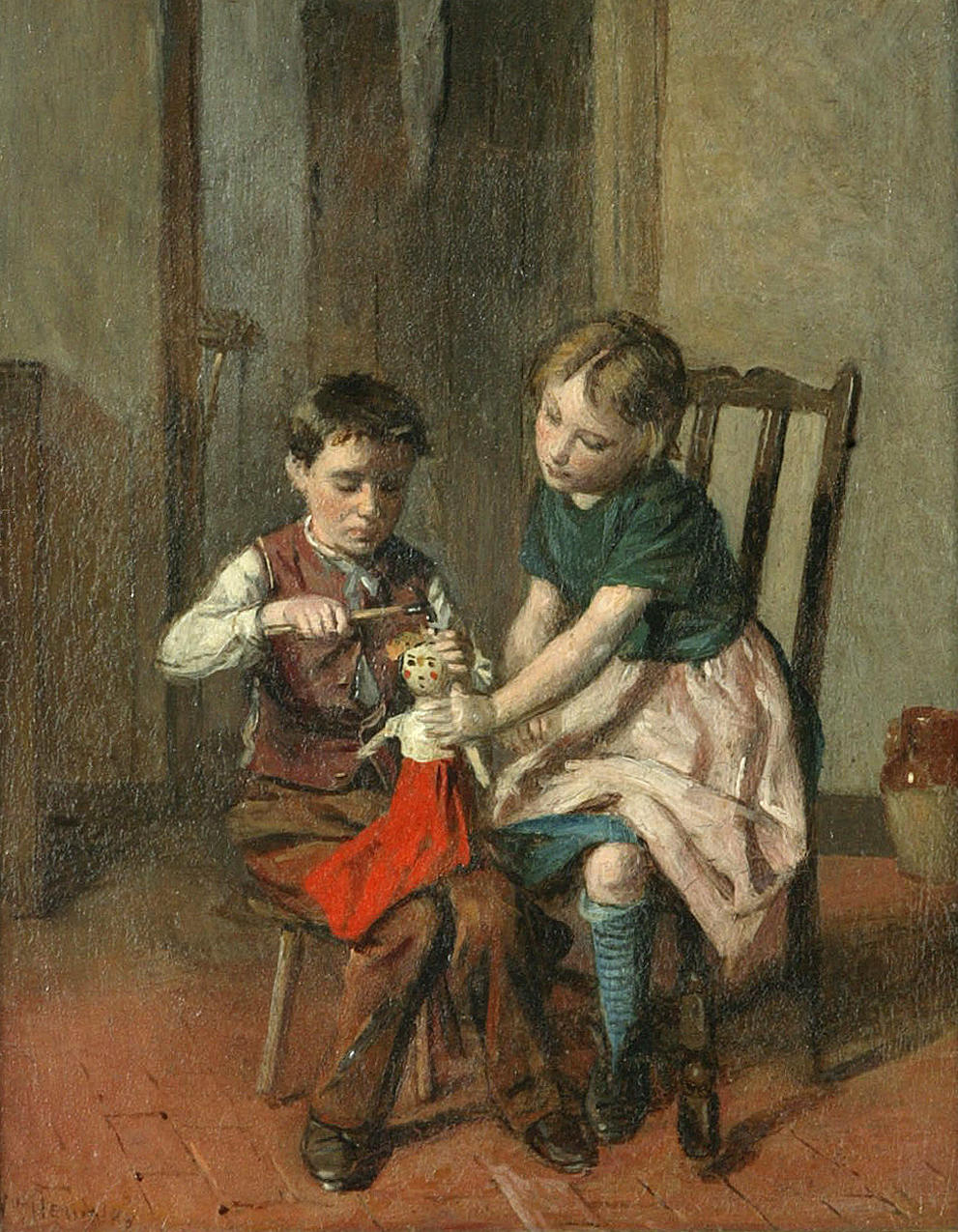
人形の修理